# Голенищев-Кутузов Іван Тимофійович
Іван Тимофійович Голени́щев-Куту́зов (рос. Иван Тимофеевич Голенищев-Кутузов; 1839 — 8 (21) серпня 1909) — російський підприємець та муніціпальний діяч, міський голова Харкова у 1893—1900 роках.
Під час служби у російській армії вступив до таємної організації, що підтримувала польських революціонерів, а після викриття був відправлений у відставку. Перебрався до Харкова, де згодом став впливовим підприємцем та громадським діячем. Схилявся до консервативно-монархічних поглядів і був лідером «дворянської партії» у місцевій політиці. Двічі перемагав на виборах городського голови Харкова, але під час другої каденції конфлікт із гласними міської думи змусив Івана достроково покинути пост. За його головування у Харкові було засновано кілька важливих підприємств. Приділяв велику увагу екологічним питанням, виступав із доповіддю на II Всеросійському з'їзді лісовласників та лісогосподарів, займався озелененням Харкова — відкривав сквери та парки.

## Біографія

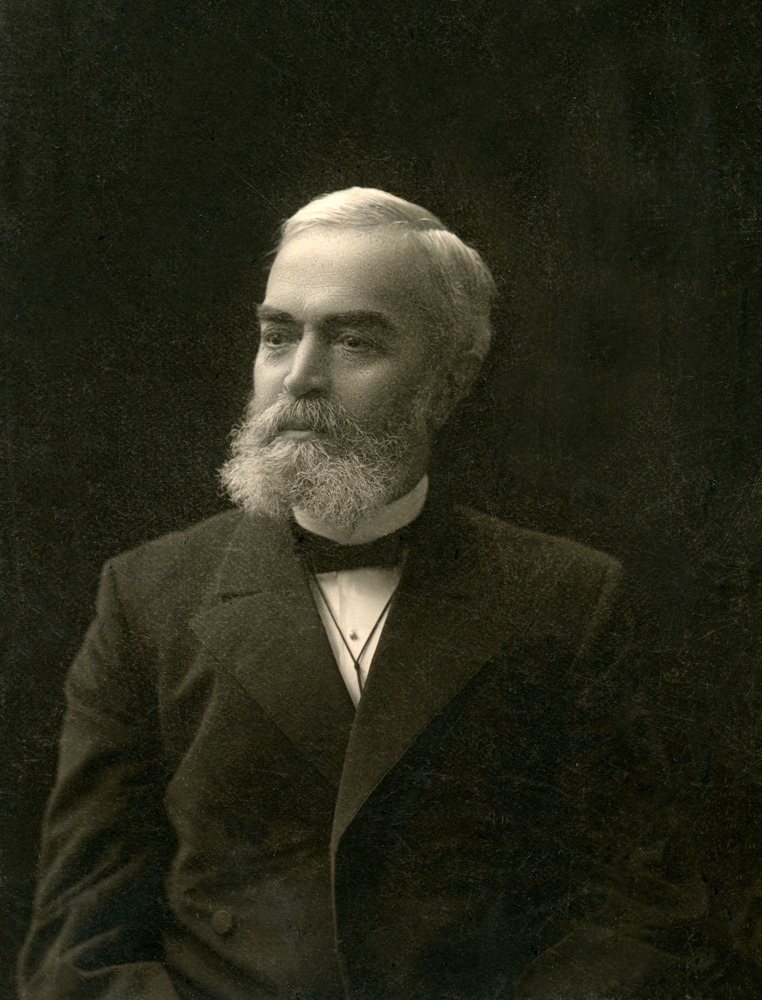
Портрет Івана Голенищева-Кутузова

### Походження та ранні роки
Іван Тимофійович Голенищев-Кутузов народився 1839 року в Ізмаїлі. Його батьком був штабскапітан Тимофій Іванович Голенищев-Кутузов, учасник Наполеонівських воєн. Він відзначився у Битві народів, за що був нагороджений орденом святого Володимира IV ступеня з бантом. Під час перебування у Франції ознайомився з технологією виробництва батисту, яка на той час була невідома в Росії. По поверненню на Батьківщину опублікував посібник із виробництва батисту. Пізніше служив поліцмейстером у Леові та Феодосії. Матір — Аделаїда Василівна Полтавцева, дочка підполковника. У родині, крім сина Івана, було чотири дочки. За вірою був православним.
Навчався у Новгородському кадетському корпусі, а після його закінчення 1854 року продовжив освіту у Костянтинівському кадетському корпусі. 1857 року був направлений проходити службу в шостому стрілецькому батальйоні у званні підпоручика. Через два роки Голенищева-Кутузова відправили до стрілецької командної школи. Він закінчив її з відзнакою та повернувся до батальйону, де став командиром роти та заступником командира з озброєння. У 22 роки став штабскапітаном. З жовтня 1861 до березня 1862 перебував при Новгородському кадетському корпусі. По поверненню захопився революційною діяльністю та вступив до лав революційної організації російських офіцерів в Польщі, став її активним членом. У липні 1862 року, разом зі штабскапітаном Миколою Новицьким, був заарештований у Варшаві та висланий до Москви. Затриманих звинувачували у «ліберальному напрямку» та у «згубному впливі на інших молодих та недосвідчених офіцерів». З політичних причин Голенищев-Кутузов був відправлений у відставку. За ним був встановлений нагляд, який тривав до 1871 року.

### Харківський період
Після того як Голенищев-Кутузов потрапив у відставку, він купив маєток Наградне поблизу села Хорошеве у Харківській губернії та зайнявся підприємницькою діяльністю, був сподвижником Олексія Алчевського у комерційних справах. 1866 року став одним із засновників 1-го Харківського товариства взаємного кредиту та членом його правління. У 1891—1892 роках працював у Харківській конторі Державного банку, був членом облікового комітету з видачі позик. Його обирали членом оцінювальної комісії Харківського земельного банку. Також, був членом Харківського Товариства взаємного страхування.
Окрім фінансової діяльності, Голенищева-Кутузова цікавили питання шовківництва та лісівництва. Він брав участь у II Всеросійському з'їзді лісовласників та лісогосподарів, який відбувся у Липецьку 1874 року. Там він прочитав доповідь «Про корисне значення лісів і про заходи збереження їх на півдні Росії». Доповідач вказував на кліматичне значення лісів. Вони «набагато рівномірніше, ніж поля» споживають опади та грають важливу роль у теплорегуляції: «[Ліс] охолоджує і тим самим зменшує стрімкість потоків гарячого повітря, а з морозними вітрами ділиться теплом». Голенищев-Кутузов звинувачував банки у розкрадання лісів і вважав, що ліс який ввозиться з південних портів, потрібно обкладати високим митом. Також він закликав прийняти законодавчий акт про заборону випасу худоби на вирубках і пропонував використовувати кам'яне вугілля замість дров у топках паротягів. Доповідь мала широкий суспільний резонанс і багато пропозицій Голенищева-Кутузова були втілені в життя урядом.
Мешкаючи у Харкові, брав участь у суспільному житті регіону. Він обирався гласним губернських та повітових земських зборів. Був членом ревізійної комісії губернського земства. 1883 року вперше був обраний гласним міської думи. Обирався головою Попечительної ради міських богаділень. Дотримувався консервативно-монархічних поглядів, за що отримав підтримку серед «правих» міста. Дмитро Багалій, у своїх спогадах, називав його купецьким ставлеником. Внаслідок міської контреформи 1892 року на міських виборах 1893 року домінувала так звана «дворянська партія», лідером якої був Іван Голенищев-Кутузов. На виборах міського голови, які відбулися 11 березня 1893 року, гласні обрали його головою з результатом 51 — «За», 21 — «Проти».
Під час свого головування Івану Голенищеву-Кутузову вдалося стабілізувати міські фінанси. Він активно шукав нові джерела фінансування. З його ініціативи 1894 року була випущена перша міська облігаційна позика. Під час головування Голенищева-Кутузова були укріплені береги річок Харків та Лопань, що захистило місто від затоплень. Був ініціатором створення муніципальних дохідних підприємств: електростанції та скотобоєнь. Також сприяв виникненню Харківського паротягобудівного заводу, Миколаївської лікарні та Тургенєвського училища. Брав участь у розробці проєкту з розширення міського водопроводу, займався питанням викупу у Бельгійського товариства Харківської кінної залізниці та планував замінити кінну тягу на електричну. Піклувався станом наявних міських скверів та створював нові. Разом з Харківським губернатором Олександром Петровим став засновником Миколаївського міського парку і зоопарку. Також брав участь у створенні Заміського парку. Очолював харківську делегацію на коронації імператора Миколи II у Москві. З ініціативи міського голови у Харкові пройшли пишні святкування коронації.
1897 року переміг на нових виборах міського голови з результатом 41 — «За», 26 — «Проти». Однак, тоді ж у нього розпочався конфлікт з впливовою групою гласних через який він був вимушений підти у відставку 31 березня 1900 року. Сам Іван Голенищев-Кутузов пояснював свою відставку похилим віком, внаслідок якого йому складно одночасно перебувати на посаді голови так вести власну справу.

### Останні роки
Після відставки повернувся до підприємницької діяльності, але вже в 1900 році збанкрутував і був вимушений переїхати до Курської губернії, де знаходився маєток його дружини. 1908 року передав Музею Вітчизняної війни 1812 року одинадцять акварельних малюнків свого далекого родича — генерала Краузе.
Іван Тимофійович Голенищев-Кутузов сильно захворів 1909 року й повернувся до Харкова на лікування, де й помер 8 серпня 1909 року. Наступне, після його смерті, засідання міської думи розпочалося з панахиди, яку відслужили у присутності гласних думи та службовців. Його портрет був вивішений у приміщенні контори харківської електростанції. На його честь була названа стипендія у початковому училищі та алея у Миколаєвському міському парку.
Його сином був Дмитро Іванович Голенищев-Кутузов (1885—1938) — революціонер-більшовик та радянський державний діяч.

## У культурі
Офіцер Іван Голенищев-Кутузов згадується у романі Лева Славіна «За нашу и вашу свободу!», присвяченому життю польського революціонера Ярослава Домбровського.

## Нагороди
- Орден Святого Станіслава II ступеня (травень 1896)[13];
- медаль «У пам'ять царювання імператора Олександра III» (1896)[13].